# Looking Out for Number 1
Artikelns titel kan av tekniska skäl inte återges korrekt. Den korrekta titeln är Looking Out for #1.
Looking Out for #1 är en singel av det amerikanska punkrockbandet The Offspring, som släpptes från Supercharged. Uttrycket "look out for number one" innebär att sätta sig själv i första rummet och att inte bry sig om vad andra tänker och tycker; det ses ofta som en synonym med egocentrism. Låten beskriver en person som har känt sig utnyttjad av andra människor och som därigenom har förlorat sina drömmar och sitt hopp. Denna person har därför bestämt sig för att ta ödet i sina egna händer och inte låta någon tycka eller tänka vad denne ska göra.

## Låtlista
Alla låtar är skrivna och komponerade av Dexter Holland. 
| Nr | Titel                               | Kompositör                | Längd |
| -- | ----------------------------------- | ------------------------- | ----- |
| 1. | Looking Out for #1 (Ska Version)    | Bob Rock, Adam Greenholtz | 2:30  |
| 2. | Looking Out for #1 (Dublin Version) | Bob Rock, Adam Greenholtz | 2:50  |
| 3. | Looking Out for #1                  |                           | 3:16  |